# فاندنس إن أوكسويس
فاندنس إن أوكسويس (بالفرنسية: Vandenesse-en-Auxois)‏ هي بلدية تقع في فرنسا في Canton of Pouilly-en-Auxois. يقدر عدد سكانها بـ 275 نسمة ومساحتها 11.25 كم2 وترتفع عن سطح البحر 360 متر.